# Palazzo dell'Unione Militare
Palazzo dell'Unione Militare è un edificio del centro storico di Firenze, situato in piazza degli Strozzi 9r-10r-11r angolo via Monalda 6.

## Storia e descrizione
Antica proprietà degli Strozzi, la casa si presenta nelle forme conferitele da un intervento collocabile tra il tardo Ottocento e i primi del secolo successivo che ne ha riconfigurato e soprelevato il fronte conferendogli caratteri neogotici, di modo che questo oggi si presenta sulla piazza con quattro piani più un mezzanino. 
Del suo originario disegno documenta un rilievo databile al 1495 circa relativo a tutti gli edifici di contorno della piazza ricondotto a Giuliano da Sangallo e a Benedetto da Maiano (se ne vede una riproduzione presso l'Archivio storico del Comune di Firenze). A lungo occupato dall'Unione Militare (ancora al tempo del repertorio di Bargellini e Guarnieri) è attualmente interessato tra un intervento di restauro e riconfigurazione degli interni ad uso di civili abitazioni. «È un esempio dell'orribile gusto dei rifacimenti in stile dei primi del nostro secolo» scrisse Marcello Jacorossi. 
Lo scudo che si staglia al centro della facciata è riferibile alla famiglia Monaldi (pavone con una rosa d'argento) e dovrebbe risalire al restauro dei primi del Novecento. Sul fianco di via Monalda è una piccola targa che ricorda Luigi Fiacchi detto Clasio (apposta nel 1980): 
| QUI LUIGI CLASIO CELEBRE FAVOLEGGIATORE SCRISSE SCHERZANDO LA VERITÀ |

## Note

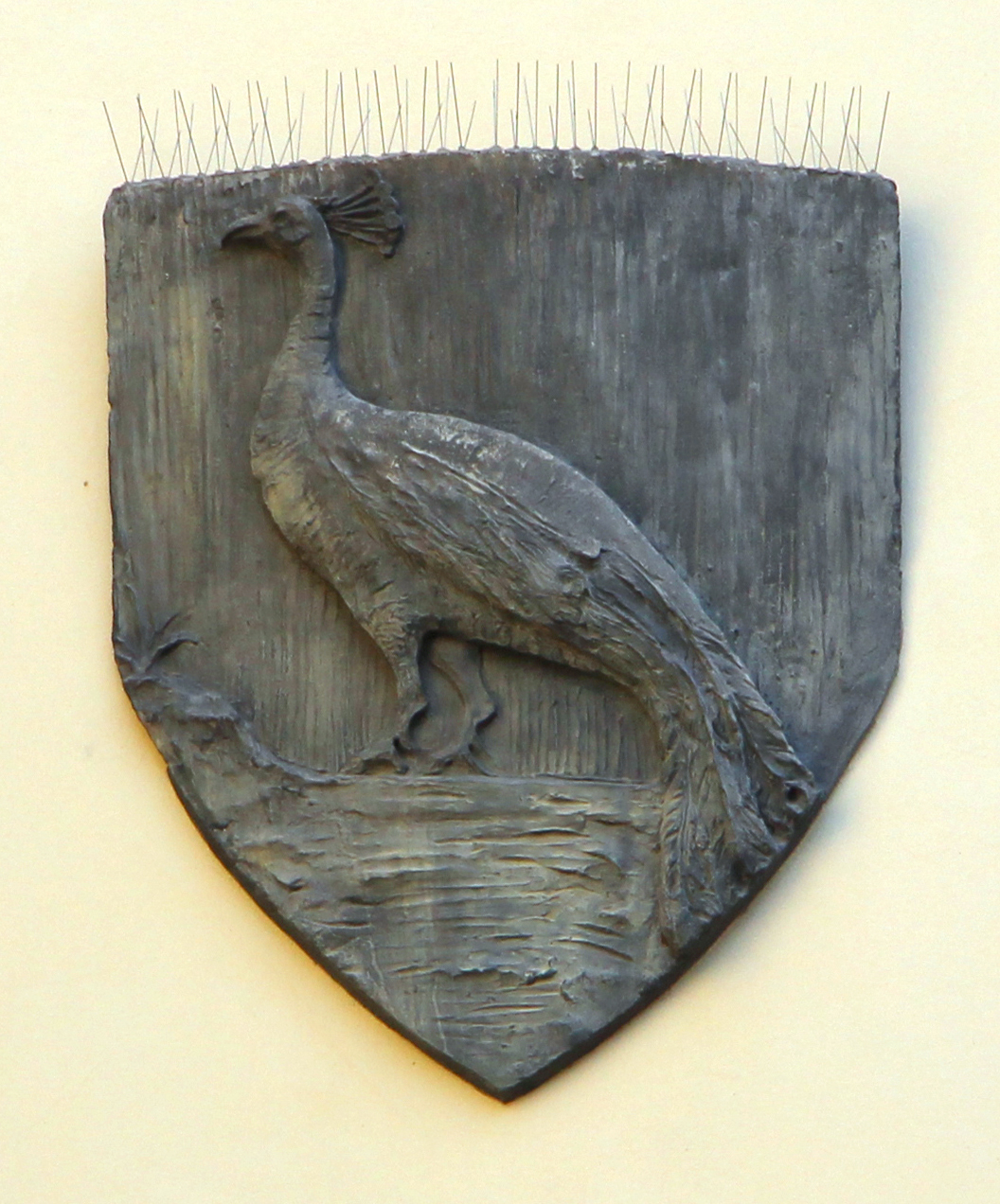
Stemma Monaldi col pavone